# Jacques Gonnet
Pour les articles homonymes, voir Gonnet.
Jacques Gonnet, né le 2 décembre 1945 à Carpentras, est un universitaire français, spécialiste de l'éducation et des médias. Il est professeur émérite de l’université Sorbonne Nouvelle - Paris 3.

## Biographie
Jacques Gonnet est diplômé du troisième cycle de l'École des hautes études en sciences de l'information et de la communication - CELSA (Paris-Sorbonne, 1970) et docteur d'État es lettres (sujet : Usage social, enjeux fondamentaux : les journaux produits par les jeunes en âge scolaire) de l'université Bordeaux-Montaigne (1985).

## Recherches notables
Jacques Gonnet a créé et dirigé les travaux de recherche du CREDAM (Centre de recherches et d’études sur l’éducation à l’actualité et aux médias), à l’université Sorbonne Nouvelle - Paris 3. Ses travaux s’inscrivent dans la droite lignée des pédagogies alternatives de Célestin Freinet, Maria Montessori et Janusz Korczak qui placent les intérêts des enfants au cœur du processus d’apprentissage.
Ses sujets de recherche portent sur l’éducation et les médias, les sciences de l’information communication, le rapport aux images, les journaux scolaires et lycéens (et plus largement la production médiatique par les élèves) ainsi que la citoyenneté à l’École. Ses travaux ont été publiés dans plusieurs revues reconnues par les chercheurs francophones en information-communication.

### Définir et évaluer l’éducation aux médias en France
Jacques Gonnet est un des premiers chercheurs à lier l’actualité et l’éducation en France. Mais l'éducation aux médias doit aussi impérativement intégrer les productions médiatiques des jeunes dans son champ d'investigation, à commencer par les journaux scolaires et lycéens. Depuis la fin des années 1970, il est persuadé de la nécessité de cette forme d'alphabétisation.
En 1997, Jacques Gonnet, offre une définition de l’éducation aux médias. Selon lui, cette littératie relève d'une éducation critique à la lecture des médias dont l'objectif est d'amener à une distanciation par la prise de conscience des fonctionnements des médias, de leurs contenus ainsi que des systèmes dans lesquels ils sont ancrés.

### Des «ateliers de démocratie» à l’École
Sa définition de l’éducation aux médias prend une dimension d'éducation à la politique et suggère qu'elle peut ainsi devenir un enjeu conséquent pour la démocratie. S’appuyer sur l’étude des médias et de l’actualité pour découvrir la pluralité des familles d’esprit serait donc une mission d’intérêt public. Il propose d’organiser des « ateliers de démocratie » dirigés par des enseignants et d’y associer les parents d’élèves et les journalistes.

### Des jeunes acteurs de leur citoyenneté
D'après Jacques Gonnet, il faut encourager et favoriser les moyens d’expression des jeunes que sont les journaux scolaires et lycéens puisque, à terme, ce sont eux qui feront vivre la démocratie.
Il considère que l'existence d’un ou de plusieurs journaux dans un établissement scolaire, loin d’être un sujet de perturbation, s’avère être le meilleur gage d’une éducation active, qui prépare les jeunes à la vie de la cité. Il envisage les journaux scolaires et lycéens comme des outils d'éducation aux médias par la pratique dont les jeunes peuvent s'emparer pour construire une « éducation au doute constructif ».

### La blessure d’information
Le concept de « blessure d’information » est une approche originale d’éducation à l’image dont l'une des solutions est le dialogue. Dans son ouvrage Les médias et l'indifférence. Blessures d'information, il revient sur la violence des images qui rythment notre quotidien. Selon lui, devant la permanence d’actes cruels et barbares naît un sentiment d’impuissance. Il s'interroge sur les moyens que chacun met en œuvre pour supporter le spectacle de la souffrance des autres présenté chaque jour avec plus de violence.

## Parcours professionnel
En 1970, Jacques Gonnet commence sa carrière en tant que professeur de philosophie au lycée français de Los Angeles. Trois ans plus tard, il s'investit au sein du Centre national de documentation pédagogique (CNDP) et en devient chef du service des relations extérieures.
De 1976 à 1978, il produit l'émission télévisée « En direct avec la presse », dans le cadre de la Radio-Télévision scolaire. De jeunes lycéens y interrogent en direct tous les quinze jours les rédacteurs en chef des journaux de la presse écrite. Par la suite, il devient directeur de la collection « Expériences. Témoignages. Éducation E3 » aux éditions Casterman.
Sa carrière prend définitivement un tournant institutionnel en 1982 lorsqu'il créé et dirige le Centre de liaison de l'enseignement et des médias d'information (Clemi) au sein du ministère de l'Éducation nationale. Il poursuivra cette activité jusqu'en 2004, tout en assurant en parallèle une fonction de professeur de sciences de l’information et de la communication à l’Université Sorbonne Nouvelle - Paris 3 (à partir de 1993). Au même moment, il crée et dirige le Centre de recherche sur l’éducation aux médias (Credam) qui édite notamment la revue Les cahiers du Credam, une référence scientifique en matière d'éducation en France.
Jacques Gonnet est aujourd'hui à la retraite mais reste proche des réseaux qui encouragent l'éducation aux médias dans le cadre de l'éducation nationale. Il a notamment introduit le colloque sur les 30 ans du Clemi en octobre 2013.

## LeCentre de liaison de l'enseignement et des médias d'information
Le rapport Introduction des moyens d’information dans l’enseignement remis au ministre de l’Education nationale Alain Savary en mars 1982 a donné naissance au Clemi. Jacques Gonnet résume dans un entretien cette étape décisive pour le développement de l'éducation aux médias en France.
Ce Centre a pour mission d’introduire l’information, l’actualité à l’école, à tous les niveaux de l’enseignement et dans toutes les disciplines dans une perspective d’étude critique. Cette éducation aux médias est d’abord une initiation politique indispensable en démocratie où les élèves découvrent la pluralité des opinions.
Mission d’intérêt général, qui relève par conséquent du service public, le Clemi se définit par deux axes : connaissance des médias et analyse critique d’une part, production des médias par les élèves d’autre part.
Chaque année, son opération phare, la « Semaine de la presse et des médias » permet à plus de quatre millions d’élèves, avec leurs enseignants et l’implication des journalistes de s’initier à l’analyse de la presse, mais aussi de produire leurs propres journaux.

## Honneurs et récompenses
Jacques Gonnet est chevalier de l’ordre national du Mérite. Il est également membre d'honneur de l'association Jets d'encre.

## Œuvres

### Ouvrages personnels
- Le journal et l’école, Casterman, coll. « E3 », 1978, 176 p.
- Les journaux lycéens (je ne veux pas être un mensonge), Casterman, coll. « E3 », 1979, 182 p.
- Journaux scolaires et lycéens, Retz, 1988, 144 p.
- L’Actualité à l’école : Pour des ateliers de démocratie, A. Colin, 1995, 175 p.
- Éducation et médias, PUF, coll. « Que Sais-je ? » (no 3242), 1999, 128 p. (Traductions en serbe, italien, russe, japonais, brésilien).
- Les médias et l’indifférence : Blessures d’information, PUF, coll. « Politique d’aujourd’hui », 1999, 147 p.
- Éducation aux médias : Les controverses fécondes, Hachette Éducation, 2001, 142 p.
- Les médias et la curiosité du monde, PUF, coll. « Politique d’aujourd’hui », 2003, 141 p.

### Direction d'ouvrages
- Jacques Gonnet et Pierre Vandevoorde, Introduction des moyens d’information dans l’enseignement : Rapport au ministre de l’Éducation nationale, Cndp, 1982, 34 p.
- Jacques Gonnet (dir.), L’information, Larousse, coll. « Thèmes transversaux », 1986, 128 p.
- Jacques Gonnet (dir.), L’expression lycéenne, livre blanc des journaux lycéens, Cndp/Hachette, 1991, 128 p.
- Jacques Gonnet et Laurence Corroy, Dictionnaire d’initiation à l’info-com, Paris, Vuibert, 2008, 352 p.